# Покушение на Фумио Кисиду
15 апреля 2023 года на премьер-министра Японии Фумио Кисиду было совершено покушение в городе Вакаяма (район Кансай). Инцидент произошёл накануне выборов губернатора префектуры Вакаяма. Менее года назад бывший премьер-министр Синдзо Абэ был убит вооружённым преступником.

## Инцидент
15 апреля 2023 года премьер-министр Японии Фумио Кисида выступил в городе Вакаяма с речью в поддержку политика Либерально-демократической партии, кандидата на пост губернатора префектуры. Во время мероприятия в 1 метре от него сдетонировало взрывное устройство. Политик не пострадал и был эвакуирован с места происшествия, но один полицейский, находившийся на месте происшествия, получил ранения. Взрывное устройство, сброшенное возле Кисиды, сработало через несколько десятков секунд.

## Злоумышленник
Нападавший был задержан местным рыбаком и быстро арестован полицией.
По словам соседей задержанного (нападавший проживал в префектуре Хёго), он выглядел тихим и кротким.